# منصوراسور

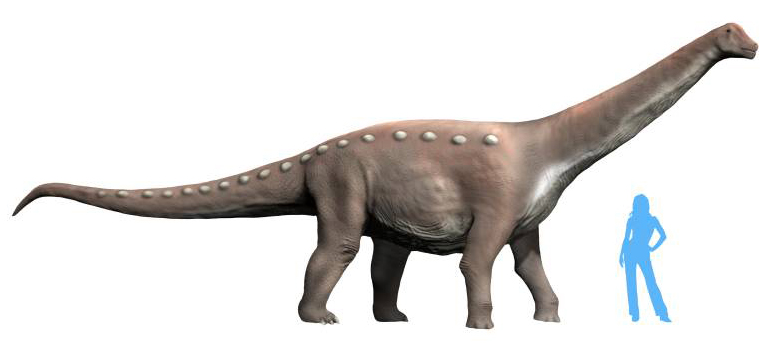
تصویری شماتیک از منصوراسوروس در مقایسه با یک انسان بالغ

منصوراسوروس (Mansourasaurus) گونه ای از دایناسورهای گیاه‌خوار است که زیرمجموعه بالاخانواده تیتاناسور قرار دارد و در اواخر کرتاسه می‌زیسته‌است. این‌گونه در ژانویه ۲۰۱۸ توسط گروهی از دیرینه‌شناسان در مصر کشف شد.